# Ягодолюб червоноокий
Ягодолюб червоноокий (Carpornis melanocephala) — вид горобцеподібних птахів родини котингових (Cotingidae). Ендемік Бразилії.

## Опис
Довжина птаха становить 21 см. У самців голова, шия і горло чорні, верхня частина тіла рівномірно оливкова. Груди блідо-оливкові, решта нижньої частини тіла більш жовта, поцяткована темними смугами. Дзьоб короткий, темний. У самиць голова зверху і з боків оливкова.

## Поширення і екологія
Червоноокі ягодолюби мешкають на південно-східному узбережжі Бразилії, від Баїї до північно-східної Парани, локально в Алагоасі. Вони живуть у середньому і верхньому ярусах вологих рівнинних атлантичних лісів, а також в пальмових гаях, що ростуть на піщаних ґрунтах і в прибережних заростях рестінги. Зустрічаються на висоті до 500 м над рівнем моря.

## Збереження
МСОП класифікує цей вид як вразливий. За оцінками дослідників, популяція червонооких ягодолюбів становить від 3500 до 15000 м над рівнем моря. Їм загрожує знищення природного середовища.